# バドリジャーニ
ニグジアニ・バドリジャーニ (グルジア語: ნიგვზიანი ბადრიჯანი)は ジョージアの揚げなすにクルミとニンニクのペーストを詰めた料理である。ザクロのタネがトッピングされることも多い。

## 準備
塩漬けにしたナスを縦に切り、苦い汁を搾って取り除く。油で揚げ、冷蔵庫で冷やす。具は、クルミ、ニンニク、コリアンダー、カイエンペッパー、塩、フェヌグリーク、酢をフードプロセッサーで水と混ぜ合わせ、ピューレ状にして味付けする。揚げたナスと詰め物は別々に冷やしておき、食べる2、3時間前に調理しておく。盛り付けは、ナスの上に詰め物をのせ、しっかりと巻く。バドリジャーニは、赤玉ねぎ、コリアンダーやザクロの種を添えて提供されることがある。